# Hadruroides mauryi
Espèce
Hadruroides mauryi est une espèce de scorpions de la famille des Caraboctonidae.

## Distribution
Cette espèce est endémique de la région de Cuzco au Pérou. Elle se rencontre entre 2 830 à 3 100 m d'altitude.

## Étymologie
Cette espèce est nommée en l'honneur d'Emilio Antonio Maury.

## Publication originale
- Francke & Soleglad, 1980 : Two new Hadruroides Pocock from Peru (Scorpiones, Vaejovidae). Occasional Papers of the Museum, Texas Tech University, vol. 69, p. 1–13.